# Margriet der Nederlanden
Margriet Francisca, Prinses der Nederlanden, Prinses van Oranje-Nassau, Prinses van Lippe-Biesterfeld (Ottawa (Canada), 19 januari 1943) is de derde dochter uit het huwelijk van de Nederlandse koningin Juliana en prins Bernhard van Lippe-Biesterfeld en de achtste in lijn voor de troonopvolging. Zij wordt officieel aangesproken met Hare Koninklijke Hoogheid Prinses Margriet der Nederlanden. Zij heeft zowel de Nederlandse als de Britse nationaliteit. 

## Jeugd en opleidingen
Margriet werd geboren in het Ottawa Civic Hospital te Ottawa, nadat haar moeder en haar twee zussen in 1940 ten tijde van de Tweede Wereldoorlog waren uitgeweken naar Canada. De kamer van het ziekenhuis waar ze geboren werd, werd tijdelijk extraterritoriaal verklaard. Juridisch behoorde deze kamer daardoor niet tot het Canadees grondgebied en daardoor kreeg Margriet niet de Canadese nationaliteit, die volgens de Canadese wetgeving voor op Canadees grondgebied geborenen geldt. Ze is het enige lid van de Nederlandse koninklijke familie dat geboren werd in Noord-Amerika. De bloem waarnaar de prinses is vernoemd, vormde in de Tweede Wereldoorlog een van de symbolen van het verzet in Nederland tegen nazi-Duitsland.
Margriet werd gedoopt op 29 juni 1943 in de St. Andrew's Presbyterian Church, de oudste protestantse kerk in Canada, in aanwezigheid van haar vader, grootmoeder koningin Wilhelmina en de Canadese minister-president Mackenzie King. Tot de peetouders behoorden Lord Athlone, gouverneur-generaal van Canada, Martine Röell, hofdame van prinses Juliana, de Britse koningin-moeder Mary en de Amerikaanse president Franklin Roosevelt. De Nederlandse koopvaardij werd eveneens een van de peten. De Nederlandse verzetsstrijder Bud Andrée Wiltens was ook peetoom.
Tot haar dood heeft Margriets moeder de stad Ottawa elk jaar tienduizenden tulpenbollen gestuurd als dank voor de gastvrijheid die haar en haar gezin in de oorlogsjaren geboden werd. Deze koninklijke geste groeide uit tot een internationaal tulpenfestival, het Canadese Festival van de Tulp.
Na de oorlog kwam Margriet met haar moeder en zussen Beatrix en Irene over naar Nederland en ging ze wonen op Paleis Soestdijk. In 1947 werd hier haar zusje Marijke geboren. In 1948 veranderde het jonge gezinsleven drastisch, toen Juliana de troon overnam van haar moeder Wilhelmina. In 1961 nam Margriet voor de eerste maal deel aan Prinsjesdag, sinds 1967 in het bijzijn van haar echtgenoot. 
Margriet is net als haar zussen scout geweest. Ze was kabouter met de naam "Kabouter Vrolijk" en later padvindster.
Eind jaren veertig bezocht de prinses als lagere school de voor die tijd vooruitstrevende Werkplaats Kindergemeenschap van Kees Boeke in Bilthoven. Vanaf de derde klas ging ze naar de Nieuwe Baarnsche School. In 1961 behaalde ze het diploma Gymnasium-A aan het Baarnsch Lyceum. Na de middelbare school volgde Margriet een jaar lang colleges Frans en (kunst)geschiedenis aan de Universiteit van Montpellier en daarna enkele inleidende juridische colleges aan de Rijksuniversiteit Leiden.

## Huwelijk en gezin

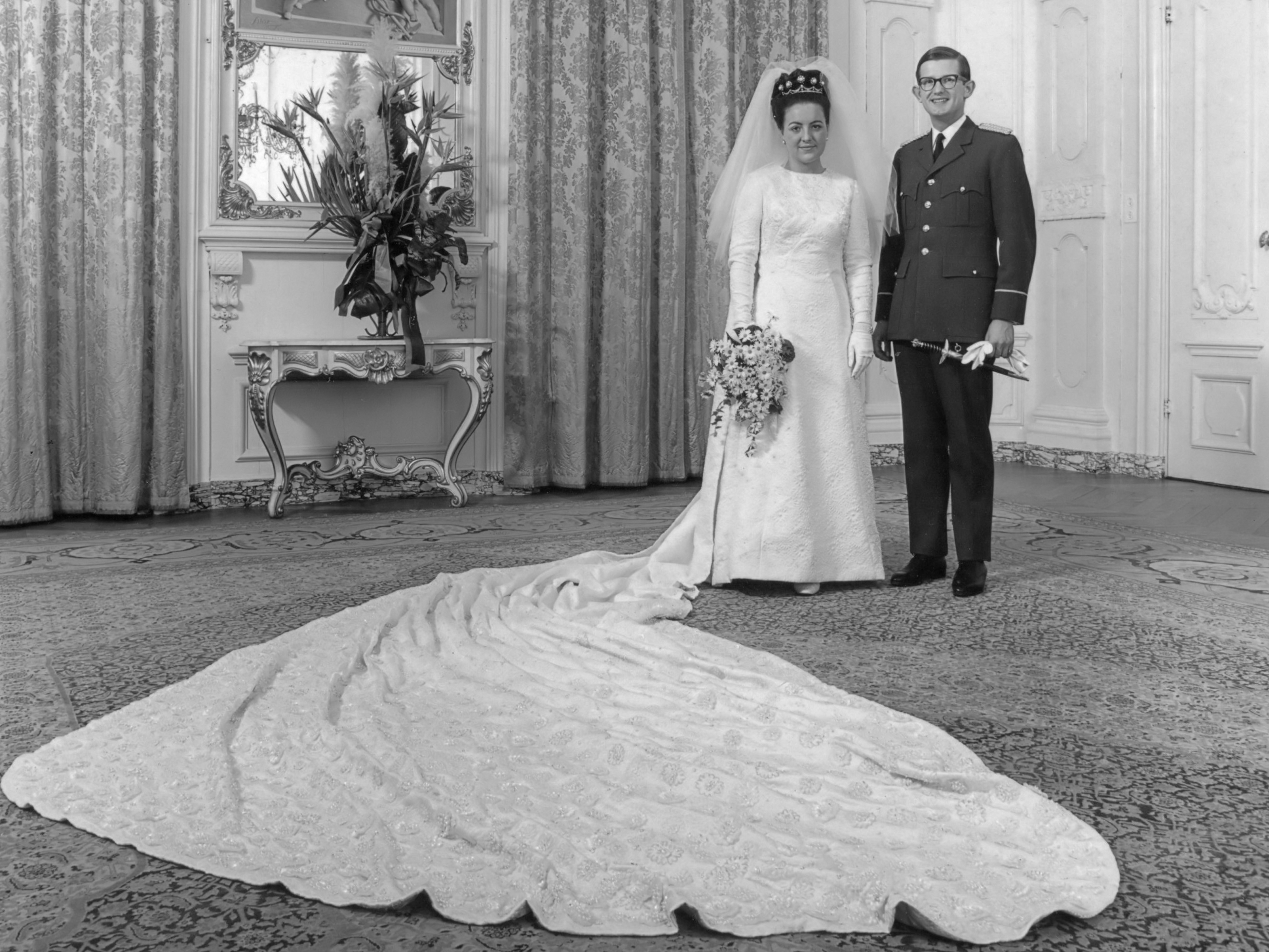
Prinses Margriet en Pieter van Vollenhoven (1967)

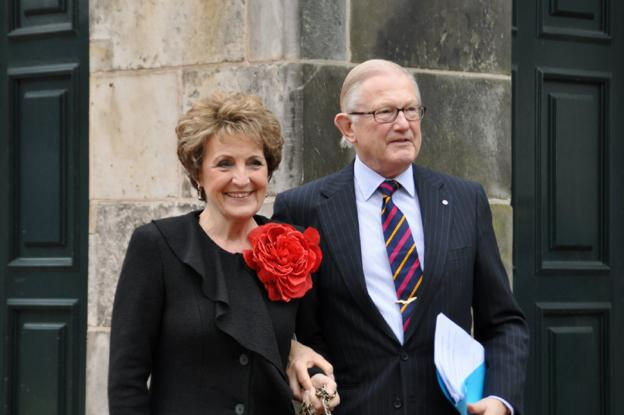
Prinses Margriet en mr. Pieter van Vollenhoven (2011)

Margriet huwde op 10 januari 1967 met Pieter van Vollenhoven, lid van een patriciërsgeslacht van het Koninkrijk der Nederlanden. Margriet was de eerste Oranje die trouwde met een burger. Er was dan ook kritiek op het voorgenomen huwelijk. Dankzij koningin Juliana kon het doorgang vinden.
Het echtpaar heeft vier kinderen:
- Maurits Willem Pieter Hendrik (17 april 1968)
- Bernhard Lucas Emmanuel (25 december 1969)
- Pieter-Christiaan Michiel (22 maart 1972)
- Floris Frederik Martijn (10 april 1975)

De kinderen kregen de persoonlijke titel 'Prins van Oranje-Nassau' met het predicaat "Hoogheid". Margriet en haar echtgenoot hebben samen elf kleinkinderen. Hun kleinkinderen hebben geen adellijke titel.

## Brits staatsburgerschap
Door haar afstamming van Sophia, de keurvorstin van Hannover, werd Margriet bij haar geboorte automatisch ook Brits staatsburger, gebaseerd op de Sophia Naturalization Act van 1705. Deze wet is sinds 1948 niet langer van kracht, maar geldt nog voor Margriet omdat zij in 1943 geboren werd. Zij heeft van haar rechten nooit gebruikgemaakt en bezit daarom geen Brits paspoort.

## Maatschappelijke rol
In 1980 werd Margriets zuster Beatrix koningin der Nederlanden. Beatrix gaf tijdens haar inhuldigingsrede aan in haar hoedanigheid als staatshoofd naast haar man prins Claus ook ondersteuning te zullen krijgen van haar zuster Margriet. Vanaf die tijd werd Margriet 'reserve-koningin' van Nederland. In deze hoedanigheid vervulde zij tal van representatieve taken voor het Koninklijk Huis. Aan officiële bezoeken van buitenlandse staatshoofden nam Margriet met haar echtgenoot altijd deel. Daarnaast brengt de prinses geregeld een officieel bezoek aan haar geboorteland Canada. Regelmatig bezocht ze de Nederlandse Antillen. Ze vertegenwoordigde Nederland bij vele gelegenheden, zoals bij de uitvaarten van koning Hassan II van Marokko en de Britse prinses Diana. Ook op Prinsjesdag vergezelde Margriet haar oudste zuster, evenals op Koninginnedag met haar gezin. Sinds 30 april 2013, de dag van de troonsafstand van haar zus Beatrix ten gunste van kroonprins Willem-Alexander, is zij geen 'reservekoningin' meer. De rol van 'reservekoning' wordt sindsdien vervuld door de broer van koning Willem-Alexander, prins Constantijn. 
De gezondheidszorg, de gehandicaptensport en de cultuur vormen haar aandachtsvelden. Margriet zet zich van jongs af in voor het Rode Kruis. Als verpleeghulp voer ze op het hospitaalschip Henri Dunant tot aan haar huwelijk. Later vervulde ze bestuurlijke functies bij de Nederlandse afdeling van het Rode Kruis en was ze in de jaren negentig president van het Internationale Rode Kruis en Halve Maan. Voor dit werk bracht zij vele bezoeken aan probleemregio's in de wereld, maar ook in eigen land kunnen instellingen van gezondheidszorg rekenen op haar belangstelling. Verder was Margriet jarenlang voorzitter van de Europese Culturele Stichting, die bruggen wil slaan tussen de verschillende culturen in Europa.
De Paralympics konden vanaf het begin rekenen op haar warme steun. Toen de Sovjet-Unie weigerde om naast de Olympische Zomerspelen van 1980 ook de Paralympics te organiseren, bood Nederland aan dit evenement te faciliteren. Prinses Margriet nam zitting in het organisatiecomité, en zij was het die de Spelen op 21 juni 1980 op het Sportpark Papendal opende. Ook de latere versies van de Paralympics heeft ze altijd bijgewoond.
Margriet werd vaak onderscheiden, soms om protocollaire redenen, soms vanwege haar werk voor het Rode Kruis. Zie daarvoor de lijst van onderscheidingen van prinses Margriet der Nederlanden.

## Stichting Royale
Volgens dagblad Trouw van 13 april 2013 hebben Margriet en haar echtgenoot eind 2006 een financiële constructie opgezet onder de vorm van een stichting, genaamd Stichting Royale. Volgens de krant is het de bedoeling om belastingen en erfenisrechten voor hun kinderen en kleinkinderen te minimaliseren. Volgens de Rijksvoorlichtingsdienst is met een dergelijke constructie niets mis.

## Voorouders
| Ernst van Lippe-Biesterfeld | Ernst van Lippe-Biesterfeld | Ernst van Lippe-Biesterfeld | Ernst van Lippe-Biesterfeld | Ernst van Lippe-Biesterfeld | Ernst van Lippe-Biesterfeld | Karoline von Wartensleben | Karoline von Wartensleben | Karoline von Wartensleben | Karoline von Wartensleben | Karoline von Wartensleben      | Karoline von Wartensleben      |                                |                                | Aschwin von Sierstorpff-Cramm  | Aschwin von Sierstorpff-Cramm  | Aschwin von Sierstorpff-Cramm | Aschwin von Sierstorpff-Cramm | Aschwin von Sierstorpff-Cramm | Aschwin von Sierstorpff-Cramm | Hedwig von Sierstorpff        | Hedwig von Sierstorpff        | Hedwig von Sierstorpff | Hedwig von Sierstorpff | Hedwig von Sierstorpff | Hedwig von Sierstorpff |  |  | Frederik Frans II van Mecklenburg-Schwerin | Frederik Frans II van Mecklenburg-Schwerin | Frederik Frans II van Mecklenburg-Schwerin | Frederik Frans II van Mecklenburg-Schwerin | Frederik Frans II van Mecklenburg-Schwerin | Frederik Frans II van Mecklenburg-Schwerin | Marie van Schwarzburg-Rudolstadt | Marie van Schwarzburg-Rudolstadt | Marie van Schwarzburg-Rudolstadt | Marie van Schwarzburg-Rudolstadt | Marie van Schwarzburg-Rudolstadt | Marie van Schwarzburg-Rudolstadt |           |           | Willem III | Willem III | Willem III | Willem III | Willem III | Willem III | Emma       | Emma       | Emma | Emma | Emma | Emma |  |  |  |  |  |  |  |  |  |  |  |  |  |  |  |  |  |  |  |  |  |  |  |  |  |  |  |  |  |  |  |  |  |  |  |  |  |  |  |  |  |  |  |  |  |  |  |  |
| Ernst van Lippe-Biesterfeld | Ernst van Lippe-Biesterfeld | Ernst van Lippe-Biesterfeld | Ernst van Lippe-Biesterfeld | Ernst van Lippe-Biesterfeld | Ernst van Lippe-Biesterfeld | Karoline von Wartensleben | Karoline von Wartensleben | Karoline von Wartensleben | Karoline von Wartensleben | Karoline von Wartensleben      | Karoline von Wartensleben      |                                |                                | Aschwin von Sierstorpff-Cramm  | Aschwin von Sierstorpff-Cramm  | Aschwin von Sierstorpff-Cramm | Aschwin von Sierstorpff-Cramm | Aschwin von Sierstorpff-Cramm | Aschwin von Sierstorpff-Cramm | Hedwig von Sierstorpff        | Hedwig von Sierstorpff        | Hedwig von Sierstorpff | Hedwig von Sierstorpff | Hedwig von Sierstorpff | Hedwig von Sierstorpff |  |  | Frederik Frans II van Mecklenburg-Schwerin | Frederik Frans II van Mecklenburg-Schwerin | Frederik Frans II van Mecklenburg-Schwerin | Frederik Frans II van Mecklenburg-Schwerin | Frederik Frans II van Mecklenburg-Schwerin | Frederik Frans II van Mecklenburg-Schwerin | Marie van Schwarzburg-Rudolstadt | Marie van Schwarzburg-Rudolstadt | Marie van Schwarzburg-Rudolstadt | Marie van Schwarzburg-Rudolstadt | Marie van Schwarzburg-Rudolstadt | Marie van Schwarzburg-Rudolstadt |           |           | Willem III | Willem III | Willem III | Willem III | Willem III | Willem III | Emma       | Emma       | Emma | Emma | Emma | Emma |  |  |  |  |  |  |  |  |  |  |  |  |  |  |  |  |  |  |  |  |  |  |  |  |  |  |  |  |  |  |  |  |  |  |  |  |  |  |  |  |  |  |  |  |  |  |  |  |
|                             |                             |                             |                             |                             |                             |                           |                           |                           |                           |                                |                                |                                |                                |                                |                                |                               |                               |                               |                               |                               |                               |                        |                        |                        |                        |  |  |                                            |                                            |                                            |                                            |                                            |                                            |                                  |                                  |                                  |                                  |                                  |                                  |           |           |            |            |            |            |            |            |            |            |      |      |      |      |  |  |  |  |  |  |  |  |  |  |  |  |  |  |  |  |  |  |  |  |  |  |  |  |  |  |  |  |  |  |  |  |  |  |  |  |  |  |  |  |  |  |  |  |  |  |  |  |
|                             |                             |                             |                             | Prins Bernhard van Lippe    | Prins Bernhard van Lippe    | Prins Bernhard van Lippe  | Prins Bernhard van Lippe  | Prins Bernhard van Lippe  | Prins Bernhard van Lippe  |                                |                                |                                |                                |                                |                                | Armgard van Sierstorpff-Cramm | Armgard van Sierstorpff-Cramm | Armgard van Sierstorpff-Cramm | Armgard van Sierstorpff-Cramm | Armgard van Sierstorpff-Cramm | Armgard van Sierstorpff-Cramm |                        |                        |                        |                        |  |  |                                            |                                            |                                            |                                            | Hendrik van Mecklenburg-Schwerin           | Hendrik van Mecklenburg-Schwerin           | Hendrik van Mecklenburg-Schwerin | Hendrik van Mecklenburg-Schwerin | Hendrik van Mecklenburg-Schwerin | Hendrik van Mecklenburg-Schwerin |                                  |                                  |           |           |            |            | Wilhelmina | Wilhelmina | Wilhelmina | Wilhelmina | Wilhelmina | Wilhelmina |      |      |      |      |  |  |  |  |  |  |  |  |  |  |  |  |  |  |  |  |  |  |  |  |  |  |  |  |  |  |  |  |  |  |  |  |  |  |  |  |  |  |  |  |  |  |  |  |  |  |  |  |
|                             |                             |                             |                             | Prins Bernhard van Lippe    | Prins Bernhard van Lippe    | Prins Bernhard van Lippe  | Prins Bernhard van Lippe  | Prins Bernhard van Lippe  | Prins Bernhard van Lippe  |                                |                                |                                |                                |                                |                                | Armgard van Sierstorpff-Cramm | Armgard van Sierstorpff-Cramm | Armgard van Sierstorpff-Cramm | Armgard van Sierstorpff-Cramm | Armgard van Sierstorpff-Cramm | Armgard van Sierstorpff-Cramm |                        |                        |                        |                        |  |  |                                            |                                            |                                            |                                            | Hendrik van Mecklenburg-Schwerin           | Hendrik van Mecklenburg-Schwerin           | Hendrik van Mecklenburg-Schwerin | Hendrik van Mecklenburg-Schwerin | Hendrik van Mecklenburg-Schwerin | Hendrik van Mecklenburg-Schwerin |                                  |                                  |           |           |            |            | Wilhelmina | Wilhelmina | Wilhelmina | Wilhelmina | Wilhelmina | Wilhelmina |      |      |      |      |  |  |  |  |  |  |  |  |  |  |  |  |  |  |  |  |  |  |  |  |  |  |  |  |  |  |  |  |  |  |  |  |  |  |  |  |  |  |  |  |  |  |  |  |  |  |  |  |
|                             |                             |                             |                             |                             |                             |                           |                           |                           |                           | Bernhard van Lippe-Biesterfeld | Bernhard van Lippe-Biesterfeld | Bernhard van Lippe-Biesterfeld | Bernhard van Lippe-Biesterfeld | Bernhard van Lippe-Biesterfeld | Bernhard van Lippe-Biesterfeld |                               |                               |                               |                               |                               |                               |                        |                        |                        |                        |  |  |                                            |                                            |                                            |                                            |                                            |                                            |                                  |                                  |                                  |                                  | Juliana                          | Juliana                          | Juliana   | Juliana   | Juliana    | Juliana    |            |            |            |            |            |            |      |      |      |      |  |  |  |  |  |  |  |  |  |  |  |  |  |  |  |  |  |  |  |  |  |  |  |  |  |  |  |  |  |  |  |  |  |  |  |  |  |  |  |  |  |  |  |  |  |  |  |  |
|                             |                             |                             |                             |                             |                             |                           |                           |                           |                           | Bernhard van Lippe-Biesterfeld | Bernhard van Lippe-Biesterfeld | Bernhard van Lippe-Biesterfeld | Bernhard van Lippe-Biesterfeld | Bernhard van Lippe-Biesterfeld | Bernhard van Lippe-Biesterfeld |                               |                               |                               |                               |                               |                               |                        |                        |                        |                        |  |  |                                            |                                            |                                            |                                            |                                            |                                            |                                  |                                  |                                  |                                  | Juliana                          | Juliana                          | Juliana   | Juliana   | Juliana    | Juliana    |            |            |            |            |            |            |      |      |      |      |  |  |  |  |  |  |  |  |  |  |  |  |  |  |  |  |  |  |  |  |  |  |  |  |  |  |  |  |  |  |  |  |  |  |  |  |  |  |  |  |  |  |  |  |  |  |  |  |
|                             |                             |                             |                             |                             |                             |                           |                           |                           |                           |                                |                                |                                |                                |                                |                                |                               |                               |                               |                               |                               |                               |                        |                        |                        |                        |  |  |                                            |                                            |                                            |                                            |                                            |                                            |                                  |                                  |                                  |                                  |                                  |                                  |           |           |            |            |            |            |            |            |            |            |      |      |      |      |  |  |  |  |  |  |  |  |  |  |  |  |  |  |  |  |  |  |  |  |  |  |  |  |  |  |  |  |  |  |  |  |  |  |  |  |  |  |  |  |  |  |  |  |  |  |  |  |
|                             |                             |                             |                             |                             |                             |                           |                           |                           |                           |                                |                                |                                |                                |                                |                                |                               |                               |                               |                               |                               |                               |                        |                        |                        |                        |  |  |                                            |                                            |                                            |                                            |                                            |                                            |                                  |                                  |                                  |                                  |                                  |                                  |           |           |            |            |            |            |            |            |            |            |      |      |      |      |  |  |  |  |  |  |  |  |  |  |  |  |  |  |  |  |  |  |  |  |  |  |  |  |  |  |  |  |  |  |  |  |  |  |  |  |  |  |  |  |  |  |  |  |  |  |  |  |
|                             |                             |                             |                             |                             |                             |                           |                           |                           |                           |                                |                                | Beatrix                        | Beatrix                        | Beatrix                        | Beatrix                        | Beatrix                       | Beatrix                       |                               |                               | Irene                         | Irene                         | Irene                  | Irene                  | Irene                  | Irene                  |  |  | Margriet                                   | Margriet                                   | Margriet                                   | Margriet                                   | Margriet                                   | Margriet                                   |                                  |                                  | Christina                        | Christina                        | Christina                        | Christina                        | Christina | Christina |            |            |            |            |            |            |            |            |      |      |      |      |  |  |  |  |  |  |  |  |  |  |  |  |  |  |  |  |  |  |  |  |  |  |  |  |  |  |  |  |  |  |  |  |  |  |  |  |  |  |  |  |  |  |  |  |  |  |  |  |